# Grand Prix d'Anvers
Le Grand Prix d'Anvers, en néerlandais : Groote Prijs van Antwerpen, était une compétition de cyclisme sur piste organisée dans la ville d'Anvers en Belgique pour les sprinteurs. Un Grand Prix pour les stayers a également été organisé sous ce nom pendant quelques années. Il y avait aussi une course automobile du même nom.

## Historique
Le Grand Prix d'Anvers de vitesse est couru pour la première fois en 1895 sur le vélodrome d'Anvers Zuremborg dans le quartier Merksem d'Anvers,. Le premier vainqueur est George Banker, qui est devenu plus tard champion du monde de vitesse. De 1909 à 1931, la course n'a pas eu lieu car, à cette époque, le demi-fond dépassait en popularité les courses de vitesse. Depuis le milieu des années 1930, le Grand Prix se déroule au Palais des sports d'Anvers. La course a eu lieu pour la dernière fois en 1980 et a été remportée par le suisse Heinz Isler.

## Palmarès du Grand Prix d’Anvers de vitesse
| Année             | Vainqueur                  | Deuxième             | Troisième                 |
| ----------------- | -------------------------- | -------------------- | ------------------------- |
| 1895              | George A. Banker           | Denesle              | Jean Gougoltz             |
| 1896,             | Edmond Jacquelin           | J.Fischer            | H.Chinn                   |
| 1897              | Paul Bourillon             | Robert Protin        | Federico Momo             |
| 1897              | Robert Protin              | Hubert Houben (nl)   | Fischer                   |
| 1898              | Fischer                    | Jean Mathieu         | Robert Protin             |
| 1898              | Ludovic Morin              |                      |                           |
| 1898              | Emanuel Kudela             | —                    | —                         |
| 1899              | Paul Bourillon             | Louis Grogna         | Gian Ferdinando Tomaselli |
| 1900              | Edmond Jacquelin           | —                    | —                         |
| 1900 ou 1901      | Harrie Meyers              | Edmond Jacquelin     | Tom Cooper                |
| 1901 (11/08)      | Edmond Jacquelin           | Charles Van Den Born | Federico Momo             |
| 1901(13/08)       | Charles Van Den Born       | Federico Momo        | Jan Mulder                |
| 1902              | Harrie Meyers              | Paul Dangla          | Federico Momo             |
| 1903              | Pietro Bixio               | Louis Grogna         | Michiels                  |
| 1904              | Henry Mayer                | Walter Rütt          | Iver Lawson               |
| 1905              |                            | Non disputé          |                           |
| 1906              | Gabriel Poulain            | Henry Mayer          | Charles Van Den Born      |
| 1907              |                            | Non disputé          |                           |
| 1908              | Thorvald Ellegaard         | Walter Rütt          | Guus Schilling            |
| 1909-1922         | —                          | Non disputé          | —                         |
| 1923              | Gabriel Poulain            | Robert Spears        | Aloïs De Graeve           |
| 1924-1931         | —                          | Non disputé          | —                         |
| 1932              | Jef Scherens               | —                    | Lucien Michard            |
| 1933,             | Jef Scherens               | Lucien Michard       | Albert Richter            |
| 1934-1936         | —                          | Non disputé          | —                         |
| 1937              | Jef Scherens               | Willie Honeman       | Lucien Michard            |
| 1938              | Arie van Vliet             | —                    | —                         |
| 1939              | —                          | Non disputé          | —                         |
| 1940              | Arie van Vliet             | —                    | —                         |
| 1941              | Jef Scherens               | Arie van Vliet       | Frans Cools               |
| 1942              | Jef Scherens               | —                    | —                         |
| 1943              | Louis Gérardin             | —                    | —                         |
| 1944-1949         | —                          | Non disputé          | —                         |
| 1950              | Jan Derksen                | Arie van Vliet       | —                         |
| 1950              | Reg Harris                 | —                    | —                         |
| 1951              | Arie van Vliet             | —                    | —                         |
| 1952-1954         | —                          | —                    | —                         |
| 1955              | Arie van Vliet             | —                    | —                         |
| 1956              | Oscar Plattner             | Cyril Peacock        | Antonio Maspes            |
| 1957              | Arie van Vliet             | Werner Potzernheim   | Roger Gaignard            |
| 1958              | Jos De Bakker              | Jan Derksen          | Roger Gaignard            |
| 1959              | Jan Derksen                | Jos De Bakker        | Roger Gaignard            |
| 1960              | Antonio Maspes             | Jan Derksen          | Jos De Bakker             |
| 1961              | Jan Derksen                | Adolf Suter          | Jos De Bakker             |
| 1961              | Antonio Maspes             | —                    | —                         |
| 1962              | Jan Derksen                | —                    | —                         |
| 1963              | Jan Derksen                | Jos De Bakker        | —                         |
| 1964              | Jos De Bakker              | —                    | —                         |
| 1965 (10 janvier) | Patrick Sercu              | Jos De Bakker        | Leo Sterckx               |
| 1965 (décembre)   | Patrick Sercu              | Jos De Bakker        | Leo Sterckx               |
| 1966              | Patrick Sercu              | Jos De Bakker        | Ron Baensch               |
| 1967              | Jos De Bakker              | Antonio Maspes       | —                         |
| 1968              | Patrick Sercu              | —                    | —                         |
| 1969              | —                          | Non-disputé          | —                         |
| 1970              | Leijn Loevesijn            | —                    | —                         |
| 1971              | Robert Van Lancker         | —                    | —                         |
| 1972-1973         | —                          | Non-disputé          | —                         |
| 1974              | Robert Van Lancker         | —                    | —                         |
| 1975              | Robert Van Lancker         | —                    | —                         |
| 1976-1979         | —                          | —                    | —                         |
| 1980              | Heinz Isler (cyclist) (en) | —                    | —                         |
| —                 | —                          | —                    | —                         |

## Palmarès du Grand Prix d’Anvers de demi-fond
| Année          | Vainqueur          | Deuxième             | Troisième            |
| -------------- | ------------------ | -------------------- | -------------------- |
| 1900           | Émile Bouhours     | Édouard Taylor       | Tom Linton           |
| —              | —                  | —                    | —                    |
| 1904           | Robert Walthour    | Albert Champion      | Eugenio Bruni        |
| 1905           | Paul Guignard      | Willy Schmitter      | Robert Walthour      |
| —              | —                  | —                    | —                    |
| 1907           | Karel Verbist      | Willi Mauss          | Louis Darragon       |
| 1908           | Robert Walthour    | —                    | —                    |
| 1909           | Arthur Stellbrink  | Arthur Vanderstuyft  | Louis Darragon       |
| 1910           | Marcel Buysse      | —                    | —                    |
| 1911           | Paul Guignard      | Daniel Lavalade      | Frans Huybrechts     |
| 1911           | Bruno Salzmann     | —                    | —                    |
| 1912           | Daniel Lavalade    | —                    | —                    |
| 1913           | Robert Walthour    | Arthur Vanderstuyft  | Richard Scheuermann  |
| 1914-1918      | —                  | Non disputé          | —                    |
| 1919           | Victor Linart      | Georges Sérès        | Léon Vanderstuyft    |
| —              | —                  | —                    | —                    |
| 1921           | Léon Vanderstuyft  | Léon Didier          | Paul Guignard        |
| 1922           | Léon Vanderstuyft  | Arthur Vanderstuyft  | W. Luycken           |
| 1923           | Victor Linart      | Léon Vanderstuyft    | Paul Guignard        |
| —              | —                  | —                    | —                    |
| 1941           | Willy Michaux      | August Meuleman      | Jean Baptiste Leysen |
| 1942           | Maurice Clautier   | Henri Lemoine        | Paul Chocque         |
| 1943           | Louis Chaillot     | —                    | —                    |
| —              | —                  | —                    | —                    |
| 1957           | Roger Godeau       | Adolph Verschueren   | Norbert Koch         |
| 1958           | Adolph Verschueren | Paul Depaepe         | Norbert Koch         |
| 1958 (29 juin) | Gustaaf Lauwers    | Rik Van Steenbergen  | Rik Van Looy         |
| 1959           | Guillermo Timoner  | Adolph Verschueren   | Walter Bucher        |
| 1960           | Adolph Verschueren | Martin Wierstra (en) | Paul Depaepe         |
| 1961           | Karl-Heinz Marsell | —                    | —                    |
| —              | —                  | —                    | —                    |
| 1963           | Peter Post         | —                    | —                    |
| 1964           | Leo Proost         | Joseph Verachtert    | R.De Koof            |
| 1965           | Leo Proost         | Jaap Oudkerk         | Joseph Verachtert    |
| 1966           | Leo Proost         | Jaap Oudkerk         | Joseph Verachtert    |
| 1966           | Jaap Oudkerk       | —                    | —                    |
| —              | —                  | —                    | —                    |
| 1973           | Horst Gnas (en)    | Gaby Minneboo        | Alain Dupontreue     |
| —              | —                  | —                    | —                    |
| 1975           | Cees Stam          | —                    | —                    |